# Woodside (Delaware)
Woodside é uma vila localizada no estado americano de Delaware, no condado de Kent.

## Geografia
De acordo com o United States Census Bureau, a vila tem uma área de 0,4 km², onde todos os 0,4 km² estão cobertos por terra.

### Localidades na vizinhança
O diagrama seguinte representa as localidades num raio de 8 km ao redor de Woodside.

## Demografia
Segundo o censo nacional de 2010, a sua população é de 181 habitantes e sua densidade populacional é de 436,8 hab/km². Possui 78 residências, que resulta em uma densidade de 188,2 residências/km².